# Final da Liga Europa da UEFA de 2017–18
A Final da Liga Europa da UEFA de 2017-2018 foi a partida final da Liga Europa da UEFA de 2017–18, a 47.ª final da segunda principal competição de clubes de futebol da Europa organizada pela UEFA e a 9.ª desde que foi renomeada de Copa da UEFA para Liga Europa da UEFA. Foi disputada em 16 de maio de 2018 no Parc Olympique Lyonnais em Décines-Charpieu, Lyon, França, entre os franceses Olympique de Marseille e os espanhóis Atlético de Madrid, que venceram por 3 a 0, conquistando a Liga Europa pela terceira vez.
Deste modo, o Atlético de Madrid teve o direito de disputar a Supercopa da UEFA de 2018 contra o Real Madrid, campeão da Liga dos Campeões da UEFA de 2017–18, e também se qualificou para a fase de grupos da Liga dos Campeões da UEFA de 2018–19.

## Local
O Parc Olympique Lyonnais foi anunciado como o palco da final em 9 de dezembro de 2016, na reunião do Comité Executivo da UEFA, em Nyon, na Suíça.

## Partida

### Detalhes
A equipe "mandante" (para fins administrativos) foi determinada em um sorteio extra realizado após o sorteio das semifinais, que foi realizado em 13 de abril de 2018, às 12:00 CEST, na sede da UEFA em Nyon, Suíça.
| 16 de maio de 2018 | Olympique de Marseille | 0 – 3     | Atlético de Madrid            | Parc Olympique Lyonnais, Lyon              |
| 20:45 CEST         |                        | Relatório | Griezmann 21', 49' · Gabi 89' | Público: 55 768 Árbitro: NED Björn Kuipers |

| O. Marseille | Atl. de Madrid |

| G           | 30 | Steve Mandanda         |     |     |
| LD          | 17 | Bouna Sarr             |     |     |
| Z           | 23 | Adil Rami              |     |     |
| Z           | 19 | Luiz Gustavo           | 75' |     |
| LE          | 18 | Jordan Amavi           | 38' |     |
| M           | 29 | Zambo Anguissa         |     |     |
| M           | 8  | Morgan Sanson          |     |     |
| M           | 26 | Florian Thauvin        |     |     |
| M           | 10 | Dimitri Payet          |     | 32' |
| M           | 5  | Lucas Ocampos          |     | 55' |
| A           | 28 | Valère Germain         |     | 74' |
| Reservas:   |    |                        |     |     |
| G           | 16 | Yohann Pelé            |     |     |
| LD          | 2  | Hiroki Sakai           |     |     |
| Z           | 6  | Rolando                |     |     |
| M           | 4  | Boubacar Kamara        |     |     |
| M           | 27 | Maxime Lopez           |     | 32' |
| A           | 11 | Konstantinos Mitroglou |     | 74' |
| A           | 14 | Clinton N'Jie          | 78' | 55' |
| Treinador:  |    |                        |     |     |
| Rudi Garcia |    |                        |     |     |

| G             | 13 | Jan Oblak         |     |     |
| LD            | 16 | Šime Vrsaljko     | 23' | 46' |
| Z             | 24 | José Giménez      |     |     |
| Z             | 2  | Diego Godín       |     |     |
| LE            | 19 | Lucas Hernández   | 78' |     |
| M             | 11 | Ángel Correa      |     | 88' |
| M             | 14 | Gabi              |     |     |
| M             | 8  | Saúl Ñíguez       |     |     |
| M             | 6  | Koke              |     |     |
| A             | 7  | Antoine Griezmann |     | 90' |
| A             | 18 | Diego Costa       |     |     |
| Reservas:     |    |                   |     |     |
| G             | 25 | Axel Werner       |     |     |
| LE            | 3  | Filipe Luís       |     |     |
| Z             | 15 | Stefan Savić      |     |     |
| M             | 20 | Juanfran          |     | 46' |
| M             | 5  | Thomas Partey     |     | 88' |
| A             | 9  | Fernando Torres   |     | 90' |
| A             | 21 | Kevin Gameiro     |     |     |
| Treinador:    |    |                   |     |     |
| Diego Simeone |    |                   |     |     |

|  | Regulamento - 90 minutos. - 30 minutos de Prorrogação caso haja empate no tempo normal. - Persistindo o empate, o vencedor será decidido em disputa de penalidades máximas. - Sete jogadores substitutos, mas apenas 3 podem ser usados. |